# Michael Laricchia
Michael Laricchia (* 5. Dezember 1968 in Wattenscheid, heute Bochum) ist ein deutscher Schauspieler.

## Leben
Der Schauspieler Michael Laricchia kam als Kind einer polnischen Mutter und eines italienischen Vaters im heutigen Bochumer Stadtteil Wattenscheid zur Welt.
Seine Schauspiel-Ausbildung erhielt er von 1991 bis 1995 an der Hochschule für Schauspielkunst „Ernst Busch“ Berlin. Hier zählten Schauspieler wie Götz Schubert oder Rainer Heise zu seinen Lehrern, wie auch im Fach Gesang die Brecht-Sängerin Gina Pietsch.
Seine Anfängerjahre absolvierte er am Landestheater Tübingen, wo er mit Regisseuren wie Donald Berkenhoff und Volker Lösch zusammenarbeiten konnte. Danach spielte er an verschiedenen Theatern in Deutschland und war von 2000 bis 2002 am legendären Schlossparktheater Berlin engagiert, wo er mit Heribert Sasse, Jenny Gröllmann, Volkmar Kleinert und Ezard Haussmann auf der Bühne stand. Seine wichtigsten Rollen dort waren der Thomas Diafoirus in Der eingebildete Kranke von Molière und der Erich in Geschichten aus dem Wiener Wald von Horváth.
In der WDR-Kult-Fernsehserie Lindenstraße wirkte er zwei Jahre lang als Timo Zenker mit. Seinen Bruder spielte Til Schweiger. Bis 2005 (Folge 1000) ist Laricchia dann immer wieder als Gast in dieser Rolle aufgetreten, in insgesamt 40 Folgen. 2009 wurde er in dieser Rolle durch den Schauspieler Michael Baral abgelöst. Auch in der RTL-Serie Gute Zeiten, schlechte Zeiten war Laricchia in zwei Folgen zu sehen.
Gemeinsam mit verschiedenen Musikern trat Laricchia als Chansonsänger auf, so zum Beispiel 1999 am Renitenztheater Stuttgart. 1996 erschien die CD Jetzt kommen ZWEI.
Laricchia schrieb für sich und andere Künstler zahlreiche Songtexte und Sketche, außerdem mehrere Theaterstücke. 2004 bearbeitete er das Eugene-O’Neill-Drama Ein Mond für die Beladenen als Opernlibretto für den Schweizer Komponisten Felix Falkner.
Seit 2004 ist Laricchia am Theater Baden-Baden engagiert. Hier spielte er unter anderem das Solo-Stück Novecento von Alessandro Baricco, die drei Söhne in Die Kopien von Caryl Churchill, den Trivelin in Die falsche Zofe von Marivaux, den Anwalt Alain in Gott des Gemetzels von Yasmina Reza und den König in The King’s Speech von David Seidler. Er arbeitete hier mit Regisseuren wie Irmgard Lange, Johanna Schall, Stefan Huber und Wolfram Apprich.
Laricchia lebt zurzeit in Karlsruhe und in Berlin.